# Kocourekia debilis
Kocourekia debilis är en stekelart som först beskrevs av Julius Theodor Christian Ratzeburg 1852.  Kocourekia debilis ingår i släktet Kocourekia och familjen finglanssteklar. Inga underarter finns listade i Catalogue of Life.